# 石狮城隍庙
石狮城隍庙，位于中國福建省石獅市凤里街道城隍街，为一个省级文物保护单位，类型为古建筑，为第七批福建省文物保护单位，公布时间为2009年11月16日。历史年代为清。
石獅城隍是自永寧城隍廟分靈而來。而由於永寧城隍在明初時受封為「忠祐侯」，石獅城隍便沿用此稱號，而與一般常見的城隍稱號有別，在臺灣，曾分靈至鹿港城隍廟、台南米街忠澤堂等。